# نادية النوجاني
نادية النوجاني عداءة ألعاب قوى مغربية، ولدت يوم 3 سبتمبر 1981 بالرباط، و هي متخصصة في سباقات المسافات المتوسطة والطويلة 1500 متر و 5000 متر و 3000 متر موانع.

## إنجازاتها
أولمبياد لندن 2012
| المتسابقة      | الحدث    | سباق تمهيدي | سباق تمهيدي | ربع النهائي | ربع النهائي | نصف النهائي    | نصف النهائي    | النهائي              | النهائي              |
| المتسابقة      | الحدث    | نتيجة       | رتبة        | نتيجة       | رتبة        | نتيجة          | رتبة           | نتيجة                | رتبة                 |
| -------------- | -------- | ----------- | ----------- | ----------- | ----------- | -------------- | -------------- | -------------------- | -------------------- |
| نادية النوجاني | 5000 متر | —           | —           | —           | —           | لم تكمل السباق | لم تكمل السباق | أقصيت في نصف النهاية | أقصيت في نصف النهاية |

## أرقام شخصية
| المسابقة       | الرقم    | المكان    | السنة |
| -------------- | -------- | --------- | ----- |
| 1500 متر       | 4:12.45  | لابينرنتا | 2011  |
| 3000 متر       | 9:07.83  | كارلشتاد  | 2011  |
| 5000 متر       | 15:16.50 | الرباط    | 2012  |
| 3000 متر موانع | 10:02.68 | براغ      | 2012  |

## وصلات خارجية
- نادية النوجاني على موقع الاتحاد الدولي لألعاب القوى (الإنجليزية)
- نادية النوجاني على موقع الدوري الماسي (الإنجليزية)
- نادية النوجاني على موقع اللجنة الأولمبية الدولية (الإنجليزية)
- نادية النوجاني على موقع أوليمبيديا (الإنجليزية)